# إرنست لافيس
إرنست لافيس (17 ديسمبر 1842 - 18 أغسطس 1922)، مؤرخ فرنسي. ترشح لجائزة نوبل في الأدب خمس مرات. يُعرف لافيس أيضًا بأنه أحد المبدعين الرئيسيين في تشكيل "الرواية الوطنية الرومانية" من خلال كتبه المدرسية التاريخية المؤثرة التي كتبها.
يعد ارنست لافيس من رواد المدرسة التاريخية الوضعية بجامعة السوربون بباريس وهو صاحب المقولة الشهيرة "معرفة التاريخ تنير حب الوطن".